# Gottfried Opitz
Gottfried Opitz (* 22. Oktober 1904 in Greiz; † 14. März 1976 in Fürstenfeldbruck) war ein deutscher Historiker.
Der Sohn eines Kaufmanns und Fabrikbesitzers legte 1925 die Reifeprüfung am humanistischen Gymnasium in Plauen ab. Anschließend studierte er zehn Semester Geschichte und Germanistik an den Universitäten Heidelberg, München und Wien. 1936/37 promovierte er mit der Arbeit Urkundenwesen, Rat und Kanzlei Friedrichs IV. (des Streitbaren). Von Wilhelm Engel wurde er an das Deutsche Historische Institut in Rom berufen. Hier widmete er sich den Papstregistern der ersten Hälfte des 14. Jahrhunderts, besonders denjenigen Clemens’ VI., Innozenz’ VI., Urbans V. und Gregors XI. Im April 1944 wurde er zum Archiv- und Bibliotheksschutz in Italien abkommandiert und im November zum Wehrdienst eingezogen. Von Mai 1945 bis zum Februar 1946 war er Kriegsgefangener in Frankreich. Am 1. März trat er in den Dienst der Monumenta Germaniae Historica (MGH) und übernahm im August 1949 bis 1969 die Geschäftsführung des Instituts. Opitz veröffentlichte weder eine Edition für die MGH noch bedeutende Arbeiten nach Kriegsende. Opitz hat vielmehr die Veröffentlichungen der MGH betreut und auf Fehler geprüft.